# إكسبو 2027
إكسبو 2027 ( بالصربية : ЕКСПО 2027/ EKSPO 2027 ) هو المسمى الوظيفي لمعرض عالمي معترف به من قبل المكتب الدولي للمعارض والذي سينعقد في عام 2027 في العاصمة الصربية بلغراد . ومن المقرر أن ينعقد خلال الفترة من 15 مايو 2027 إلى 15 أغسطس 2027. ستكون هذه هي المرة الأولى التي يقام فيها معرض المكتب الدولي للمعارض في جنوب شرق أوروبا. وسيكون أيضًا أول معرض عالمي يقام في يوغوسلافيا السابقة.

## الترشيحات
قامت خمس دول بتقديم ترشيحات من أجل تنظيم معرض متخصص في عام 2027 أو 2028 هي: الولايات المتحدة الأمريكية (في مينيسوتا  )، وتايلاند (في فوكيت  )، وصربيا (في بلغراد )، وإسبانيا (في ملقة  ) والأرجنتين (في سان كارلوس دي باريلوتشي ).
أُغلقت قائمة الترشيحات في 28 يناير 2022. قدم كل مرشح ملف ترشيح مفصل بحلول 7 يونيو 2022،  وبقي الأمر بعد ذلك بين يدي المكتب الدولي للمعارض لتنظيم بعثات استقصاء لتقييم جدوى كل مشروع ترشيح وقدرته على الاستمرار. ومن ثم تم انتخاب صربيا كمضيفة للمعرض المتخصص 2027/28 من قبل الدول الأعضاء في المكتب الدولي للمعارض، والذي اجتمع في الجمعية العامة رقم 172 التي انعقدت في 21 يونيو 2023.

### مينيسوتا
سبق وتقدمت ولاية مينيسوتا بطلب استضافة معرض إكسبو 2023 مع شعار "أشخاص أصحاء، كوكب صحي: العافية والرفاهية للجميع" .
كان هذا العرض لعام 2027 تحت شعار "أشخاص أصحاء، كوكب صحي"  من المقرر عقده في بلومنغتون، بولاية مينيسوتا  بجوار "مول أوف أمريكا" وملجأ مينيسوتا فالي الوطني للحياة البرية، وبالقرب من مطار سانت بول الدولي بمينيابوليس. وكان العدد المتوقع للزوار 13.3 مليون.
كانت مينيسوتا أول من تقدم بعرض الترشيح رسميًا في 29 يوليو 2021. قامت مجموعة من مسؤولي المكتب الدولي للمعارض بزيارة الموقع في أكتوبر 2022  للاستماع إلى العروض التقديمية التي تضمنت عروض الهياكل المقترحة التي صممتها مجموعة دي إل أر  للمعرض. وكان من الممكن أن يكون هذا أول معرض عالمي ينعقد في الولايات المتحدة بعد معرض لويزيانا العالمي عام 1984.

### فوكيت
إن موضوع هذا العرض لعام 2028 هو مستقبل الحياة: العيش في وئام وتقاسم الرخاء.

### بلغراد
موضوع عرض بلغراد لعام 2027 هو "اللعب من أجل الإنسانية - الرياضة والموسيقى للجميع "., الموقع الرسمي لمعرض إكسبو بلغراد 2027: ghttps://expobelgrade2027.org/
1. ↑  "About". مؤرشف من الأصل في 2023-06-29. اطلع عليه بتاريخ 2021-07-28.
2. ↑  "168th General Assembly of the BIE". مؤرشف من الأصل في 2023-05-31. اطلع عليه بتاريخ 2021-07-26.
3. ↑  "Thailand applies to organise Specialised Expo 2028 in Phuket". 11 يناير 2022. مؤرشف من الأصل في 2023-06-25. اطلع عليه بتاريخ 2022-02-02.
4. ↑  "Spain applies to organise Specialised Expo 2027 in Malaga". مؤرشف من الأصل في 2023-04-10. اطلع عليه بتاريخ 2022-02-02.
5. ↑  "Five countries submit candidature dossiers to organise Specialised Expo 2027/28". مؤرشف من الأصل في 2023-04-10.
6. ↑  "List of candidates for Specialised Expo 2027/28". مؤرشف من الأصل في 2023-04-09. اطلع عليه بتاريخ 2022-02-02.
7. ↑  "Argentina elected host country of Specialised Expo 2023". مؤرشف من الأصل في 2023-06-25. اطلع عليه بتاريخ 2021-07-26.
8. ↑  "Minnesota is going for the World's Fair again, after nearly landing it for 2023 – Twin Cities". 20 نوفمبر 2018. مؤرشف من الأصل في 2023-04-09. اطلع عليه بتاريخ 2021-07-27.
9. 1 2  "Is the World's Fair Coming to Minnesota? - Starting Up North". مؤرشف من الأصل في 2021-07-28. اطلع عليه بتاريخ 2021-07-27.
10. ↑  "List of candidates for Specialised Expo 2027/28". مؤرشف من الأصل في 2023-04-09. اطلع عليه بتاريخ 2022-02-02."List of candidates for Specialised Expo 2027/28". Retrieved 2 February 2022.
11. ↑  Tribune، Jessie Van Berkel Star. "Minnesota makes pitch for World's Fair estimated to generate roughly $2.5B". Star Tribune. مؤرشف من الأصل في 2023-03-31. اطلع عليه بتاريخ 2022-10-13.
12. ↑  "DLR Group Represents USA's Bid for World's Expo in 2027". acppubs.com (بالإنجليزية). Archived from the original on 2023-04-28. Retrieved 2023-04-24.
13. ↑  Schuster, Christine. "Renderings unveiled for potential World's Fair in Bloomington". Bring Me The News (بالإنجليزية). Archived from the original on 2022-10-22. Retrieved 2022-10-13.
14. ↑  Magazine, Smithsonian; Wong, Grant. "The Rise and Fall of World's Fairs". Smithsonian Magazine (بالإنجليزية). Archived from the original on 2023-06-08. Retrieved 2023-06-22.
15. ↑  "Serbia applies to organise Specialised Expo 2027 in Belgrade". 25 يناير 2022. مؤرشف من الأصل في 2023-04-10. اطلع عليه بتاريخ 2022-02-02.